# Persone di nome Gianluca
| Questa pagina contiene informazioni ricavate automaticamente dalle voci biografiche con l'ausilio del template Bio e di un bot. L'aggiornamento è periodico e automatico e ricostruisce completamente la pagina. Se manca una persona in questa lista, sei pregato di non aggiungerla, ma accertati piuttosto che la sua voce biografica contenga il template Bio e che i dati anagrafici siano correttamente compilati. Se il template Bio manca, inseriscilo tu stesso o, in alternativa, metti l'avviso {{tmp\|Bio}} che ne segnala la mancanza. Se i dati riportati sono sbagliati, correggi direttamente la voce biografica; le modifiche saranno visibili in questa lista entro pochi giorni. Per chiarimenti vedi il progetto antroponimi. La lista contiene solo le 232 persone che sono citate nell'enciclopedia e per le quali è stato implementato correttamente il template Bio. Pagina aggiornata al 6 ago 2025. |

Questa è una lista di persone presenti nell'enciclopedia che hanno il nome Gianluca, suddivise per attività principale.

## Allenatori di calcio(20)
- Gianluca Atzori, allenatore di calcio e ex calciatore italiano (Collepardo, n. 1971)
- Gianluca Cherubini, allenatore di calcio e ex calciatore italiano (Roma, n. 1974)
- Gianluca Colonnello, allenatore di calcio e ex calciatore italiano (Guardiagrele, n. 1973)
- Gianluca Curci, allenatore di calcio e ex calciatore italiano (Roma, n. 1985)
- Gianluca De Angelis, allenatore di calcio e ex calciatore italiano (Pedaso, n. 1967)
- Gianluca Falsini, allenatore di calcio e ex calciatore italiano (Arezzo, n. 1975)
- Gianluca Festa, allenatore di calcio e ex calciatore italiano (Monserrato, n. 1969)
- Gianluca Franchini, allenatore di calcio e ex calciatore italiano (Latina, n. 1972)
- Gianluca Freddi, allenatore di calcio e ex calciatore italiano (Roma, n. 1987)
- Gianluca Galasso, allenatore di calcio e ex calciatore italiano (Latina, n. 1984)
- Gianluca Gaudenzi, allenatore di calcio e ex calciatore italiano (Riccione, n. 1965)
- Gianluca Grassadonia, allenatore di calcio e ex calciatore italiano (Salerno, n. 1972)
- Gianluca Hervatin, allenatore di calcio e ex calciatore italiano (Porto Torres, n. 1974)
- Gianluca Leoni, allenatore di calcio e ex calciatore italiano (Cesena, n. 1965)
- Gianluca Luppi, allenatore di calcio e ex calciatore italiano (Crevalcore, n. 1966)
- Gianluca Pacchiarotti, allenatore di calcio e ex calciatore italiano (Roma, n. 1963)
- Gianluca Pagliuca, allenatore di calcio e ex calciatore italiano (Bologna, n. 1966)
- Gianluca Presicci, allenatore di calcio e ex calciatore italiano (Orbetello, n. 1965)
- Gianluca Righetti, allenatore di calcio e ex calciatore italiano (Basilea, n. 1965)
- Gianluca Savoldi, allenatore di calcio e ex calciatore italiano (Bologna, n. 1975)

## Allenatori di calcio a 5(1)
- Gianluca Marzuoli, allenatore di calcio a 5 italiano (Pescara, n. 1970)

## Allenatori di pallacanestro(4)
- Gianluca Abignente, allenatore di pallacanestro italiano (Roma, n. 1972)
- Gianluca Barilari, allenatore di pallacanestro italiano (Roma, n. 1964)
- Gianluca Lulli, allenatore di pallacanestro e ex cestista italiano (Palestrina, n. 1972)
- Gianluca Tucci, allenatore di pallacanestro italiano (Avellino, n. 1970)

## Allenatori di pallavolo(1)
- Gianluca Graziosi, allenatore di pallavolo italiano (Ancona, n. 1965)

## Allenatori di sci alpino(1)
- Gianluca Grigoletto, allenatore di sci alpino e ex sciatore alpino italiano (n. 1974)

## Apneisti(1)
- Gianluca Genoni, apneista italiano (Galliate, n. 1968)

## Arbitri di calcio(3)
- Gianluca Aureliano, arbitro di calcio italiano (Bologna, n. 1980)
- Gianluca Manganiello, arbitro di calcio italiano (Pinerolo, n. 1981)
- Gianluca Rocchi, ex arbitro di calcio italiano (Firenze, n. 1973)

## Arbitri di pallacanestro(1)
- Gianluca Mattioli, arbitro di pallacanestro italiano (Pesaro, n. 1967 - Murcia, † 2017)

## Astrofisici(1)
- Gianluca Masi, astrofisico e divulgatore scientifico italiano (Frosinone, n. 1972)

## Attori(12)
- Gianluca Bazzoli, attore italiano (Binningen, n. 1980)
- Gianluca Belardi, attore, autore televisivo e scrittore italiano (Roma, n. 1967)
- Gianluca Di Gennaro, attore italiano (Napoli, n. 1990)
- Gianluca Favilla, attore italiano (Livorno, n. 1950 - Roma, † 1991)
- Gianluca Fubelli, attore, comico e conduttore televisivo italiano (Roma, n. 1973)
- Gianluca Gobbi, attore italiano (Milano, n. 1974)
- Gianluca Gori, attore e regista teatrale italiano (Firenze, n. 1967)
- Gianluca Grecchi, attore italiano (Milano, n. 1997)
- Gianluca Machelli, attore e doppiatore italiano (Belluno, n. 1969)
- Gianluca Manunza, attore italiano (Roma, n. 1972)
- Gianluca Musiu, attore e doppiatore italiano (Roma, n. 1972)
- Gianluca Ramazzotti, attore e comico italiano (Roma, n. 1970)

## Autori di giochi(1)
- Gianluca Santopietro, autore di giochi, direttore artistico e grafico italiano (Ravenna, n. 1962)

## Bassisti(1)
- Gianluca Venier, bassista italiano (Pordenone, n. 1968)

## Batteristi(1)
- Gianluca Schiavon, batterista italiano (Pieve di Cadore, n. 1967)

## Calciatori(30)
- Gianluca Busio, calciatore statunitense (Greensboro, n. 2002)
- Gianluca Caprari, calciatore italiano (Roma, n. 1993)
- Gianluca Carpani, calciatore italiano (Ascoli Piceno, n. 1993)
- Gianluca De Ponti, ex calciatore italiano (Firenze, n. 1952)
- Gianluca Di Chiara, calciatore italiano (Palermo, n. 1993)
- Gianluca Ferrari, calciatore argentino (Rosario, n. 1997)
- Gianluca Frabotta, calciatore italiano (Roma, n. 1999)
- Gianluca Francesconi, ex calciatore italiano (Roma, n. 1971)
- Gianluca Gaetano, calciatore italiano (Cimitile, n. 2000)
- Gianluca Gatti, ex calciatore sammarinese (n. 1973)
- Gianluca Gaudino, calciatore tedesco (Hanau, n. 1996)
- Gianluca Lamacchi, ex calciatore italiano (Bolzano, n. 1972)
- Gianluca Lapadula, calciatore italiano (Torino, n. 1990)
- Gianluca Litteri, calciatore italiano (Catania, n. 1988)
- Gianluca Mancini, calciatore italiano (Pontedera, n. 1996)
- Gianluca Maria, ex calciatore olandese (Venray, n. 1992)
- Gianluca Musacci, ex calciatore italiano (Viareggio, n. 1987)
- Gianluca Musumeci, ex calciatore italiano (Catania, n. 1969)
- Gianluca Nicco, calciatore italiano (Ivrea, n. 1988)
- Gianluca Nijholt, ex calciatore olandese (Utrecht, n. 1990)
- Gianluca Nocentini, ex calciatore italiano (Figline Valdarno, n. 1978)
- Gianluca Pegolo, ex calciatore italiano (Bassano del Grappa, n. 1981)
- Mancha, calciatore brasiliano (Concórdia, n. 2001)
- Gianluca Prestianni, calciatore argentino (Ciudadela, n. 2006)
- Gianluca Ricci, ex calciatore italiano (Ravenna, n. 1968)
- Gianluca Sansone, calciatore italiano (Potenza, n. 1987)
- Gianluca Scamacca, calciatore italiano (Roma, n. 1999)
- Gianluca Signorini, calciatore italiano (Pisa, n. 1960 - Pisa, † 2002)
- Gianluca Sordo, ex calciatore italiano (Carrara, n. 1969)
- Gianluca Vialli, calciatore, allenatore di calcio e dirigente sportivo italiano (Cremona, n. 1964 - Londra, † 2023)

## Canottieri(1)
- Gianluca Farina, canottiere italiano (Casalmaggiore, n. 1962)

## Cantanti(2)
- Gianluca Bezzina, cantante e chirurgo maltese (Crendi, n. 1989)
- Gianluca Guidi, cantante, attore e regista teatrale italiano (Milano, n. 1967)

## Cantanti lirici(1)
- Gianluca Floris, cantante lirico e scrittore italiano (Cagliari, n. 1964 - Cagliari, † 2022)

## Cantautori(3)
- Gianluca Capozzi, cantautore italiano (Napoli, n. 1975)
- Gianluca Grignani, cantautore, chitarrista e produttore discografico italiano (Milano, n. 1972)
- Gianluca Lalli, cantautore e scrittore italiano (Colle di Arquata, n. 1976)

## Cestisti(6)
- Gianluca Basile, ex cestista italiano (Ruvo di Puglia, n. 1975)
- Gianluca Castaldini, ex cestista italiano (Cantù, n. 1968)
- Gianluca Del Monte, cestista italiano (Pesaro, n. 1958 - † 2019)
- Gianluca Della Rosa, cestista italiano (Pistoia, n. 1996)
- Gianluca Marchetti, cestista italiano (Bracciano, n. 1993)
- Gianluca Pol, ex cestista italiano (Varese, n. 1964)

## Chitarristi(3)
- Gianluca Battaglion, chitarrista e compositore italiano (Milano, n. 1965)
- Gianluca Mosole, chitarrista italiano (Treviso, n. 1963)
- Gianluca Senatore, chitarrista e bassista italiano (Torino, n. 1971)

## Ciclisti su strada(10)
- Gianluca Bortolami, ex ciclista su strada e pistard italiano (Locate di Triulzi, n. 1968)
- Gianluca Brambilla, ciclista su strada italiano (Bellano, n. 1987)
- Gianluca Coletta, ex ciclista su strada italiano (Cassino, n. 1981)
- Gianluca Gorini, ex ciclista su strada italiano (Gorizia, n. 1970)
- Gianluca Maggiore, ex ciclista su strada italiano (Napoli, n. 1985)
- Gianluca Mirenda, ex ciclista su strada italiano (Catania, n. 1983)
- Gianluca Pianegonda, ex ciclista su strada italiano (Thiene, n. 1968)
- Gianluca Pierobon, ex ciclista su strada e ciclocrossista italiano (Gallarate, n. 1967)
- Luca Sironi, ex ciclista su strada italiano (Merate, n. 1974)
- Gianluca Tonetti, ciclista su strada italiano (Erba, n. 1967 - Montesiro, † 2023)

## Comici(1)
- Gianluca Impastato, comico italiano (Milano, n. 1971)

## Compositori(2)
- Gianluca Cascioli, compositore e pianista italiano (Torino, n. 1979)
- Gianluca Podio, compositore, direttore d'orchestra e arrangiatore italiano (Roma, n. 1963)

## Conduttori radiofonici(3)
- Gianluca Gazzoli, conduttore radiofonico e conduttore televisivo italiano (Vigevano, n. 1988)
- Luca Viscardi, conduttore radiofonico e blogger italiano (Bergamo, n. 1969)
- Gianluca Vitiello, conduttore radiofonico, regista e cantante italiano (Castellammare di Stabia, n. 1976)

## Dirigenti pubblici(1)
- Gianluca Colarusso, dirigente pubblico italiano (Napoli, n. 1971 - Roma, † 2002)

## Dirigenti sportivi(12)
- Gianluca Berti, dirigente sportivo e ex calciatore italiano (Firenze, n. 1967)
- Gianluca Bollini, dirigente sportivo e ex calciatore sammarinese (n. 1980)
- Gianluca Comotto, dirigente sportivo e ex calciatore italiano (Ivrea, n. 1978)
- Gianluca Ferrero, dirigente sportivo italiano (Torino, n. 1963)
- Gianluca Grava, dirigente sportivo, allenatore di calcio e ex calciatore italiano (Caserta, n. 1977)
- Gianluca Lorenzi, dirigente sportivo, ex giocatore di curling e politico italiano (Pieve di Cadore, n. 1969)
- Gianluca Nani, dirigente sportivo italiano (Roma, n. 1962)
- Gianluca Paparesta, dirigente sportivo, politico e ex arbitro di calcio italiano (Bari, n. 1969)
- Gianluca Pessotto, dirigente sportivo e ex calciatore italiano (Latisana, n. 1970)
- Gianluca Petrachi, dirigente sportivo e ex calciatore italiano (Lecce, n. 1969)
- Gianluca Valoti, dirigente sportivo e ex ciclista su strada italiano (Alzano Lombardo, n. 1973)
- Gianluca Zambrotta, dirigente sportivo, allenatore di calcio e ex calciatore italiano (Como, n. 1977)

## Disc jockey(1)
- DJ Tayone, disc jockey e produttore discografico italiano (Salerno, n. 1979)

## Doppiatori(3)
- Gianluca Crisafi, doppiatore e direttore del doppiaggio italiano (Roma, n. 1974)
- Gianluca Iacono, doppiatore italiano (Torino, n. 1970)
- Gianluca Tusco, doppiatore italiano (Pesaro, n. 1962)

## Drammaturghi(1)
- Gianluca De Col, drammaturgo e attore italiano (Belluno, n. 1978)

## Fantini(1)
- Gianluca Fais, fantino italiano (Siamanna, n. 1981)

## Filosofi(2)
- Gianluca Bocchi, filosofo italiano (Milano, n. 1954)
- Gianluca Magi, filosofo e orientalista italiano (Pesaro, n. 1970)

## Fondisti(1)
- Gianluca Cologna, fondista svizzero (n. 1990)

## Fumettisti(3)
- Gianluca e Raul Cestaro, fumettista italiano (Napoli, n. 1975)
- Gianluca Costantini, fumettista italiano (Ravenna, n. 1971)
- Gianluca Lerici, fumettista e artista italiano (La Spezia, n. 1963 - La Spezia, † 2006)

## Giavellottisti(1)
- Gianluca Tamberi, giavellottista e modello italiano (Offagna, n. 1990)

## Giocatori di calcio a 5(2)
- Gianluca Cappellato, ex giocatore di calcio a 5 italiano (Verona, n. 1964)
- Gianluca Plini, ex giocatore di calcio a 5 e dirigente sportivo italiano (Roma, n. 1971)

## Giornalisti(5)
- Gianluca Ferraris, giornalista e scrittore italiano (Genova, n. 1976 - Milano, † 2022)
- Gianluca Marchi, giornalista italiano (Cantù, n. 1957)
- Gianluca Nicoletti, giornalista, scrittore e conduttore radiofonico italiano (Perugia, n. 1954)
- Gianluca Piredda, giornalista, scrittore e sceneggiatore italiano (Sassari, n. 1976)
- Gianluca Semprini, giornalista e conduttore televisivo italiano (Roma, n. 1970)

## Hockeisti su ghiaccio(2)
- Gianluca Strazzabosco, hockeista su ghiaccio italiano (Asiago, n. 1988)
- Gianluca Vallini, hockeista su ghiaccio italiano (Bolzano, n. 1993)

## Illustratori(1)
- Gianluca Buttolo, illustratore e fumettista italiano (Udine, n. 1968)

## Imprenditori(1)
- Gianluca Mech, imprenditore e personaggio televisivo italiano (Montecchio Maggiore, n. 1969)

## Ingegneri(1)
- Gianluca De Novi, ingegnere e imprenditore italiano (Policoro, n. 1975)

## Karateka(1)
- Gianluca Guazzaroni, karateka italiano (Orte, n. 1963)

## Lottatori(1)
- Gianluca Talamo, lottatore italiano (n. 1997)

## Marciatori(1)
- Gianluca Picchiottino, marciatore italiano (Pisa, n. 1996)

## Montatori(1)
- Gianluca Scarpa, montatore italiano (Roma, n. 1991)

## Musicisti(4)
- Gianluca Becuzzi, musicista e compositore italiano (Piombino, n. 1962)
- Gianluca De Rubertis, musicista e cantautore italiano (Lecce, n. 1976)
- Gianluca Esposito, musicista e compositore italiano (Atri, n. 1972)
- Gianluca Piersanti, musicista, compositore e editore musicale italiano (Teramo, n. 1972)

## Nuotatori(3)
- Gianluca Ermeti, nuotatore italiano (Dolo, n. 1982)
- Gianluca Maglia, ex nuotatore italiano (Catania, n. 1988)
- Luca Urlando, nuotatore statunitense (Sacramento, n. 2002)

## Organisti(1)
- Gianluca Libertucci, organista italiano (Roma, n. 1967)

## Pallamanisti(2)
- Gianluca Dapiran, pallamanista italiano (Trieste, n. 1994)
- Gianluca Vinci, pallamanista italiano (Siracusa, n. 1999)

## Pallanuotisti(2)
- Gianluca Patricelli, ex pallanuotista italiano (Roma, n. 1983)
- Gianluca Sattolo, pallanuotista italiano (Roma, n. 1986)

## Pallavolisti(5)
- Gianluca Durante, ex pallavolista italiano (Nardò, n. 1976)
- Gianluca Galassi, pallavolista italiano (Trento, n. 1997)
- Gianluca Grasso, pallavolista e dirigente sportivo brasiliano (San Paolo, n. 1995)
- Gianluca Nuzzo, pallavolista italiano (Tricase, n. 1975)
- Gianluca Saraceni, pallavolista italiano (Roma, n. 1979)

## Partigiani(1)
- Gianluca Spinola, partigiano italiano (Roma, n. 1919 - Castelnuovo di Val di Cecina, † 1944)

## Patologi(1)
- Gianluca Vago, patologo italiano (Bovisio Masciago, n. 1960)

## Pianisti(1)
- Gianluca Luisi, pianista italiano (Pescara, n. 1970)

## Piloti automobilistici(2)
- Gianluca Beggio, ex pilota automobilistico italiano (Monza, n. 1969)
- Gianluca Petecof, pilota automobilistico brasiliano (San Paolo, n. 2002)

## Piloti motociclistici(2)
- Gianluca Nannelli, pilota motociclistico italiano (Firenze, n. 1973)
- Gianluca Vizziello, pilota motociclistico italiano (Policoro, n. 1980)

## Pistard(2)
- Gianluca Capitano, ex pistard italiano (Chieti, n. 1971)
- Gianluca Pollefliet, pistard e ciclista su strada belga (Bornem, n. 2002)

## Politici(21)
- Gianluca Benamati, politico italiano (Camugnano, n. 1962)
- Gianluca Buonanno, politico italiano (Borgosesia, n. 1966 - Gorla Maggiore, † 2016)
- Gianluca Busato, politico italiano (Treviso, n. 1969)
- Gianluca Cantalamessa, politico italiano (Napoli, n. 1968)
- Gianluca Caramanna, politico italiano (Flörsheim am Main, n. 1975)
- Gianluca Castaldi, politico italiano (Vasto, n. 1970)
- Gianluca Cerrina Feroni, politico e sindacalista italiano (Roma, n. 1939 - † 2014)
- Gianluca Ferrara, politico italiano (Portici, n. 1972)
- Gianluca Festa, politico, giornalista e ex cestista italiano (Avellino, n. 1974)
- Gianluca Forcolin, politico italiano (San Donà di Piave, n. 1968)
- Gianluca Fusilli, politico italiano (Chieti, n. 1969)
- Gianluca Galimberti, politico italiano (Cremona, n. 1968)
- Gianluca Perilli, politico italiano (Roma, n. 1973)
- Gianluca Pini, politico italiano (Bologna, n. 1973)
- Gianluca Rizzo, politico italiano (Siracusa, n. 1974)
- Gianluca Rospi, politico italiano (Matera, n. 1978)
- Gianluca Rossi, politico italiano (Terni, n. 1965)
- Gianluca Savoini, politico e giornalista italiano (Alassio, n. 1963)
- Gianluca Susta, politico e avvocato italiano (Biella, n. 1956)
- Gianluca Vacca, politico italiano (Roma, n. 1973)
- Gianluca Vinci, politico italiano (Reggio Emilia, n. 1980)

## Poliziotti(2)
- Gianluca Carlomagno, carabiniere italiano (Chiaromonte, n. 1981)
- Gianluca Gauzzi Broccoletti, poliziotto italiano (Gubbio, n. 1974)

## Produttori cinematografici(3)
- Gianluca Arcopinto, produttore cinematografico italiano (Roma, n. 1959)
- Gianluca Curti, produttore cinematografico, sceneggiatore e editore italiano (Roma, n. 1963)
- Gianluca Neri, produttore cinematografico, autore televisivo e conduttore radiofonico italiano (Milano, n. 1971)

## Registi(10)
- Gianluca Ansanelli, regista, sceneggiatore e conduttore televisivo italiano (Napoli, n. 1974)
- Gianluca e Massimiliano De Serio, regista italiano (Torino, n. 1978)
- Gianluca Fumagalli, regista italiano (Milano, n. 1955)
- Gianluca Greco, regista e sceneggiatore italiano (Roma, n. 1961)
- Gianluca Jodice, regista italiano (Napoli, n. 1973)
- Gianluca Lasaracina, regista, sceneggiatore e produttore cinematografico italiano (Roma, n. 1992)
- Gianluca Leuzzi, regista italiano (Milano, n. 1977)
- Gianluca Matarrese, regista cinematografico, sceneggiatore e attore italiano (Moncalieri, n. 1980)
- Gianluca Medas, regista, scrittore e attore italiano (Cagliari, n. 1962)
- Gianluca Maria Tavarelli, regista e sceneggiatore italiano (Torino, n. 1964)

## Rugbisti a 15(3)
- Gianluca Faliva, ex rugbista a 15 italiano (Camposampiero, n. 1973)
- Gianluca Guidi, rugbista a 15 e allenatore di rugby a 15 italiano (Livorno, n. 1968)
- Gianluca Limone, ex rugbista a 15 italiano (Roma, n. 1960)

## Sciatori alpini(1)
- Gianluca Böhm, sciatore alpino svizzero (n. 2000)

## Scrittori(3)
- Gianluca Barbera, scrittore e critico letterario italiano (Reggio Emilia, n. 1965)
- Gianluca Caporaso, scrittore italiano (Potenza, n. 1973)
- Gianluca Morozzi, scrittore, fumettista e musicista italiano (Bologna, n. 1971)

## Tastieristi(1)
- Gianluca Tagliavini, tastierista italiano (Novellara, n. 1969)

## Tennisti(4)
- Gianluca Mager, tennista italiano (Sanremo, n. 1994)
- Gianluca Naso, ex tennista italiano (Trapani, n. 1987)
- Gianluca Pozzi, ex tennista italiano (Bari, n. 1965)
- Gianluca Rinaldini, ex tennista e allenatore di tennis italiano (Faenza, n. 1959)

## Tenori(1)
- Gianluca Terranova, tenore e attore italiano (Roma, n. 1970)

## Traduttori(1)
- Gianluca Coci, traduttore, iamatologo e curatore editoriale italiano (Napoli, n. 1970)

## Triatleti(1)
- Gianluca Pozzatti, triatleta italiano (Trento, n. 1993)

## Trombonisti(1)
- Gianluca Petrella, trombonista italiano (Bari, n. 1975)

## Senza attività specificata(2)
- Gianluca Costamagna, tecnico del suono italiano (Torino, n. 1969)
- Gianluca Tiberti, ex pentatleta italiano (Roma, n. 1967)